# Övrevarpet
Övrevarpet är en sjö i Kalix kommun i Norrbotten och ingår i Sangisälvens huvudavrinningsområde. Sjön har en area på 0,253 kvadratkilometer och ligger 12,6 meter över havet. Sjön avvattnas av vattendraget Korpikån.

## Delavrinningsområde
Övrevarpet ingår i det delavrinningsområde (734216-183231) som SMHI kallar för Utloppet av Bysvarpet. Medelhöjden är 62 meter över havet och ytan är 10,9 kvadratkilometer. Räknas de 10 avrinningsområdena uppströms in blir den ackumulerade arean 131,53 kvadratkilometer. Korpikån som avvattnar avrinningsområdet har biflödesordning 2, vilket innebär att vattnet flödar genom totalt 2 vattendrag innan det når havet efter 28 kilometer. Avrinningsområdet består mestadels av skog (69 procent) och jordbruk (11 procent). Avrinningsområdet har 0,4 kvadratkilometer vattenytor vilket ger det en sjöprocent på 3,7 procent.